# Моміна скеля (фільм)
«Моміна скеля» — болгарський художній фільм 1922 року. Сценарист та режисер Борис Грежов. Оператори — Альберт Давидов і Чарльз Кенеке.

## Сюжет
Стоян і Ліляна закохані. Він — бідний пастух, а вона — донька сільського старости, який обрав Трічка, сина заможного чоловіка, своїм майбутнім зятем. Одного дня цигани розбивають табір біля села. Стоян закохується у вродливу циганку Гюлю, а коли караван від'їжджає, приєднується до них. Ліляна не витримує насмішок усього села і стрибає з високої скелі. Через деякий час, покинутий Гюлою, Стоян згадує своє перше кохання і повертається в село. Там він дізнається, що сталося, і йде до скелі. Захоплений баченням Ліляни, він падає в порожнечу.

## Акторський склад
- Борис Грежов — Стоян
- Катя Стоянова — Ліліана
- Вяра Салплієва-Станева — Дьюла
- Михайло Горецький — Божичко, сільський голова
- Димитар Стоянов — Тричко
- Йордан Мінков — Дойчин, батько Трічка
- Дімітар Керанов — Младен, друг Стояна
- Іван Станев — Асен, молодий циган
- Петко Чирпанлієв — Хусейн, циганський староста